# ربیعه (قبیله)
قبیله ربیعه یکی از دو شاخه اصلی قبایل «عرب شمالی» (عدنانی) است که به همراه مُضَر به آنها تقسیم می‌شوند و آنها را اعراب ربیعه می‌نامند.
قبایل ربیعه در میانه، شرق و شمال شبه جزیره عربستان ساکن بودند. عبدالقیس در مناطق شرقی شبه جزیره عربستان، بنی حنیفه در یمامه و تغلب در عراق، شرق اردن و شام ساکن شدند. ابن عساکر در تاریخ خود با سند خود از قوم باستانی سبأ و دیگران، ضمن ذکر قبایلی که در نبرد یرموک شرکت داشتند، روایت می‌کند که: «در میان آنها نه اسدی بود، نه تمیمی و نه ربیعه‌ای، و خانه‌شان در عراق نبود، بلکه خانه‌شان در عراق بود، بنابراین با قوم فارس در عراق جنگیدند.»
نام ربیعه معمولاً در گزارش‌های باستانی به عنوان قرینه‌ای برای نام «مُضر» ذکر شده است که قریش، کنانه و بنی‌تمیم به آن نسبت داده می‌شوند . حتی از یکی از حامیان مسیلمه دروغگو که در سال ۱۰ هجری ادعای نبوت کرد، روایت شده است که او گفته است: «دروغگوی ربیعه از راستگوی مضر بهتر است»، زیرا مسیلمه از بنی‌حنیفه، از بکر بن وائل، از ربیعه بود. منابع از جانبداری ربیعه از قبایل یمنی در جنگ‌های قبیله‌ای که در دوران امویان در سراسر جهان اسلام گسترش یافت، یاد می‌کنند. 
با وجود منشأ مشترک فرضی قبایل ربیعه، جنگ‌های شدیدی بین آنها درگرفت که مشهورترین آنها جنگ بسوس بین بکر بن وائل و تغلب بن وائل بود. بکر و تغلب از قبل از اسلام در دره‌های شام و عراق زندگی می‌کردند، سپس به شمال، به منطقه فرات در شمال عراق مهاجرت کردند. منطقه جنوبی به عنوان "دیار ربیعه" شناخته می‌شد، در حالی که منطقه شمالی به عنوان دیار بکر شناخته می‌شد. امروزه هنوز شهری در جنوب ترکیه به نام دیاربکر وجود دارد که نام آن از قبیله بکر بن وائل ربیعه گرفته شده است.

## نسب شناسی
نسب این قبایل اینگونه است :
ربیعه بن نزار بن معد بن عدنان است. 
مادرش:
الجدالة بنت والان بن جوشام بن جلحمة بن عمرو بن جرهم ،
و همچنین شقیقه بنت عکّ بن الدائث بن عدنان نیز نقل شده‌است.

## شاخه‌ها
به گفته نسب شناسان کلاسیک عرب، شاخه‌های مهم ربیعه به شرح زیر است:
ربیعه، اسد، ذبیعه، اکلب و عایشه را به دنیا آورد (پسرانش وارد یمن شدند). قبایل ربیعه به سه بخش اصلی تقسیم می‌شوند: قبایل اسد بن ربیعه، قبایل ذبیعه بن ربیعه و قبایل اکلب بن ربیعه:
- قبایل ذبیعه بن ربیعه به دو شاخه تقسیم می‌شوند:
  - بنی احمس بن دبیعه که بنی الکلبه از اوست.
  - بنی الحارث بن ضبیعه: آنان بنی سعد بن لعی بن غالب را از قریش وارد کردند، پس گفتند سعد بن حارث بن ضبیعه و آنها بنی بنان هستند.
- قبایل اسد بن ربیعه به سه شاخه تقسیم می‌شوند:
  - بنی عمیرة بن اسد بن ربیعه، و تعدادشان اندک بود.
  - بنی عنزه بن اسد بن ربیعه، شامل قبایل زیر:
    - بنی حزن بن صباح بن عتیق و بنی جشم که همان حارث بن لؤی بن غالب از قریش است، از جمله آنها بودند.
    - بنی جَعلان بن عِتیک
- بنی جذیله بن اسد بن ربیعه، که بیشتر قبایل ربیعه از آنها هستند و تعداد آنها عبارتند از:
  - عبدالقیس که عبدالقیس بن افصه بن دمی بن جذیله است. این قبیله ساکن منطقه تاریخی بحرین (شرق شبه‌جزیره عربستان) بودند و در زمان ظهور اسلام بیشتر متمدن بودند و به کشاورزی می پرداختند، از جمله بنی ودیعه بن لکیز، بنی صباح بن لکیز، بنی نکره بن لکیز، بنی عمرو بن ودیعه، بنی غنم ودیع بنودی، بنی غنم بنه بنودی. عمرو، بنی عجل بن عمرو، بنی الدیل بن عمرو، بنی محارب بن عمرو، بنی مالک بن عنمار، بنی ثعلبه بن عنمار، بنی عایده بن عنمار، بنی سعد بن عنمر، بنی عوف بن عنمر، بنی الحارث بن عنمر، بنی ثعالبه بن عنمر، بن ثعالبه، بنی الحارث، بنی ثعالبه البراجیم. حضور قبیله‌ای آن از قرن هفتم هجری ناپدید شد و بنی عبدالقیس جمجمه‌ای از جمجمه‌های بزرگ اعراب است.
  - نمر بن قاسط، که همان نمر بن قاسط بن حنب بن افسة بن دمی بن جذیله است. از جمله آنها بنی تیم الله هستند که قرمطیان آنها را کشتند و شاخه‌های آنها در میان قبایل عرب پراکنده شدند و پس از آن شناخته نشدند. این قبیله مسیحی بود و مورخان مسلمان ذکر کرده‌اند که در جنگ بسوس به تغلب علیه بکر پیوستند و تغلب پس از آن جنگ به آنها پناه برد و تغلب پس از مهاجرت به شمال به آنها پناه برد.

غفیله که عامر بن قسط بن حنب بن افصه بن دمی بن جذیله است. آنها کم بودند.
- - تغلب بن وائل، قبیله‌ای از قبایل مسیحی عرب که در منطقه فرات بین عراق و سوریه ساکن بودند. بنی‌تغلب همان عراقی‌ها بودند و کلیب بن ربیعه، اولین پادشاه اعراب عدنانی، از تغلب بود.
  - بکر بن وائل، که در جنگ بسوس که در دوران جاهلیت چهل سال به طول انجامید، از مخالفان تغلب بودند . مشهورترین طوایف آنها بنی حنیفه ، بنی قیس بن ثعلبه، بنی یَشکور، بنی ذُبیعه بن ربیعه بن قیس بن ثعلبه، بنی عجل، بنی تیم الله بن ثعلبه و بنی شیبان بن ثعلبه بودند. این قبایل در منطقه یمامه در شرق نجد ساکن بودند و در نبرد ذی قار علیه ساسانیان شرکت کردند . قبایل بکر بن وائل در شمال و شمال شرقی شبه جزیره عربستان ساکن بودند، سپس به همراه تغلب به منطقه فرات در عراق و سوریه مهاجرت کردند. آن منطقه دیار ربیعه نامیده می‌شد و منطقه مجاور آن نیز دیار بکر (واقع در ترکیه) نامیده می‌شد. بن بکر بن وائل یکی از طوایف بزرگ عرب است.
  - عنزه بن وائل، قبیله‌ای که در عین التمر در عراق و خیبر در شمال شبه جزیره عربستان ساکن بودند و قبیله عنزه از آنها پدید آمد.
- قبایل اکلب بن ربیعه  به ۳ شاخه تقسیم می‌شوند:
  - بنی عامر بن تیم اللات.
  - بنی جلیحه بن ربیعه.
  - بنی حَضَر بن مُبَشَر.

## موقعیت
مانند بقیه اعراب عدنانی، افسانه‌ها حاکی از آن است که سرزمین اصلی ربیعه در منطقه تیهامه در غرب عربستان بوده‌است، که ربیعه از آنجا به سمت شمال و شرق مهاجرت کرده‌است. عبدالقیس یکی از ساکنان منطقه عربستان شرقی از جمله جزایر امروزی بحرین بود و اکثراً ساکن آنجا بودند.

## برخی از افراد سرشناس
- صهیب الرومی
- المثنی بن حارثه
- طرفا
- بحیرا
- الحارث بن حلیزه یشکری
- مسیلمه
- قتاده بن دیامه
- مالک بن توک
- ابودلف الاجلی
- احمد بن حنبل
- الاختل
- ابوالاطهیه
- حارث محصبی
- بدیع الزمان همدانی
- ابوفراس الحمدانی
- البکری
- ابن عبدالبر
- سعید اندلسی
- ابن سعود
- عبدالرحمن السدیس
- محمد بن علی ابا الخیل

## خانواده‌های سلطنتی که نسبشان به قبیله ربیعه بازمی‌گردد
- سلسله دلفیان
- عیونی‌ها
- حمدانیان
- آل سعود، حاکمان عربستان سعودی
- آل صباح، حاکمان کویت
- دودمان مزیدی
- شروان‌شاهان
- آل خلیفه، حاکمان بحرین